# Fejér vármegyei 4. sz. országgyűlési egyéni választókerület
A Fejér vármegyei 4. számú országgyűlési egyéni választókerület egyike annak a 106 választókerületnek, amelyre a 2011. évi CCIII. törvény Magyarország területét felosztja, és amelyben a választópolgárok egy-egy országgyűlési képviselőt választhatnak. A választókerület nevének szabványos rövidítése: Fejér 04. OEVK. Székhelye: Dunaújváros

## Területe
A választókerület az alábbi településeket foglalja magába:
1. Adony
2. Dunaújváros
3. Ercsi
4. Iváncsa
5. Kulcs
6. Nagyvenyim
7. Perkáta
8. Pusztaszabolcs
9. Rácalmás

## Országgyűlési képviselője
| Név                | Párt | Párt        | Terminus    | Megjegyzés                                           |
| ------------------ | ---- | ----------- | ----------- | ---------------------------------------------------- |
| Dr. Galambos Dénes |      | Fidesz-KDNP | 2014 – 2018 | A 2014-es országgyűlési választás eredménye:         |
| Pintér Tamás       |      | Jobbik      | 2018 – 2020 | A 2018-as országgyűlési választás eredménye:         |
| Kálló Gergely      |      | Jobbik      | 2020 – 2022 | A 2020-as időközi országgyűlési választás eredménye: |
| Dr. Mészáros Lajos |      | Fidesz-KDNP | 2022 –      | A 2022-es országgyűlési választás eredménye:         |

## Demográfiai profilja
| Iskolai végzettség                | Iskolai végzettség               | Iskolai végzettség | Iskolai végzettség | Iskolai végzettség |
| --------------------------------- | -------------------------------- | ------------------ | ------------------ | ------------------ |
|                                   |                                  |                    |                    | fő                 |
| Általános iskolát nem végezte el  | Általános iskolát nem végezte el |                    | 1372               | 1372               |
| Általános iskola                  | Általános iskola                 |                    | 12960              | 12960              |
| Szakmunkás                        | Szakmunkás                       |                    | 16453              | 16453              |
| Érettségi                         | Érettségi                        |                    | 24870              | 24870              |
| Diploma                           | Diploma                          |                    | 11475              | 11475              |
| A 2022. évi népszámlálás szerint. |                                  |                    |                    |                    |

A Fejér vármegyei 4. sz. választókerület lakónépessége 2022. október 1-jén 84 871 fő volt. A 2011-es és a 2022-es népszámlálás között 5477 fővel csökkent a választókerület lakosság száma. A választókerületben a korösszetétel alapján a legtöbben a középkorúak élnek 29 449 fővel, míg a legkevesebben a gyermekek 12 702 fővel. A választókerület lakosságának a 84,4%-nál van internet elérési lehetőség.
A legmagasabb befejezett iskolai végzettség szerint az érettségi végzettséggel rendelkezők élnek a legtöbben 24 870 fő, utánuk a következő nagy csoport a szakmunkások 16 453 fővel.
Gazdasági aktivitás szerint a lakosság közel fele foglalkoztatott 39 172 fő, második legjelentősebb csoport az inaktív keresők, akik főleg nyugdíjasok 19 456 fővel.
A választókerület legjelentősebb nemzetiségi csoportja a cigány 858 fő, illetve a német 572 fő. Magyar állampolgársággal nem rendelkező külföldi állampolgárok aránya 1,6%.
Vallási összetétel szerint a választókerületben lakók legnagyobb vallása a római katolikus (14 448 fő), valamint jelentős közösség még a reformátusok (3659 fő). A vallási közösséghez nem tartozók száma szintén jelentős (17 397 fő), a választókerületben a második legnagyobb csoport a római katolikus vallás után.

## Országgyűlési választások
| Párt                                           |                        | Jelölt                 | Szavazatok | %     | ± %   |
| ---------------------------------------------- | ---------------------- | ---------------------- | ---------- | ----- | ----- |
| Fidesz-KDNP                                    |                        | Mészáros Lajos         | 20 562     | 46,17 | 8,57  |
| Egységben Magyarországért                      |                        | Kálló Gergely          | 19 509     | 43,81 | 12,62 |
| Mi Hazánk                                      |                        | Badó Péter             | 2219       | 4,98  | 2,76  |
| MKKP                                           |                        | Pozsgai Anita          | 1194       | 2,68  | Új    |
| MEMO                                           |                        | Hermann Henrik         | 669        | 1,50  | Új    |
| Normális Párt                                  |                        | Kohl János             | 286        | 0,64  | Új    |
| Munkáspárt-ISZOMM                              |                        | Fehérvári Zsolt István | 97         | 0,22  | Új    |
| Megjelent                                      | Megjelent              | Megjelent              | 45 117     | 68,47 | 39,37 |
| Választópolgárok száma                         | Választópolgárok száma | Választópolgárok száma | 65 896     | 100   | 2,34  |
| A Fidesz-KDNP elnyeri a körzetet a Jobbik-tól. |                        |                        |            |       |       |

| Párt                                  |                        | Jelölt                 | Szavazatok | %     | ± %   |
| ------------------------------------- | ---------------------- | ---------------------- | ---------- | ----- | ----- |
| Jobbik DK LMP MSZP Momentum Párbeszéd |                        | Kálló Gergely          | 11 008     | 56,43 | 12,9  |
| Független (Fidesz-KDNP támogatással)  |                        | Molnár Tibor           | 7336       | 37,6  | Új    |
| Független                             |                        | Sürü Renáta            | 573        | 2,94  | Új    |
| Mi Hazánk                             |                        | Árgyelán János         | 433        | 2,22  | Új    |
| Egyéb pártok                          |                        |                        | 159        | 0,81  | 0,57  |
| Megjelent                             | Megjelent              | Megjelent              | 19 637     | 29,1  | 40,31 |
| Választópolgárok száma                | Választópolgárok száma | Választópolgárok száma | 67 471     | 100   | 1,11  |
| A Jobbik tartja a körzetet.           |                        |                        |            |       |       |

A 2019-es önkormányzati választáson Pintér Tamást Dunaújváros polgármesterévé választották. A képviselői és a polgármesteri mandátum összeférhetetlensége miatt a választókerületben időközi választást kellett kiírni. A választásra a Kormányt támogató pártok, illetve az ellenzéki pártok is sajátos stratégiával készültek. A pártoknak a 2018-as választások idején országos mintán mért népszerűsége az időközi választás idejére nem változott érdemben. (A lakosság egyik fele a két kormánypártot támogatta, a másik az ellenzéki pártokat.) Feltételezhető volt, hogy a kerületben sem módosultak a választói preferenciák, ez pedig különösen jó esélyeket teremtett egy közös ellenzéki jelölt mandátumszerzésére, főként abban az esetben, ha egy ellenzéki közös jelölt áll szemben egy kormánypárti jelölttel szemben. Az ellenzéki pártok a dunaújvárosi választást az "egyetlen ellenzéki jelölt" kifejezéssel leírható választási stratégia főpróbájának szánták és mindannyian a mandátumot 2018 óta birtokló Jobbik jelöltje, Kálló Gergely melletti szavazásra szólították fel támogatóikat. A kormánypártok a siker reménye nélkül vágtak neki a kampánynak. A kormánypártoknak kellemetlen látványos kudarcot elkerülendő egy független jelölt mögé álltak be.
A választás alacsony részvétel mellett zajlott. A szavazás az előzetes várakozásoknak megfelelően az ellenzéki jelölt magas győzelmével ért véget, ily' módon az egyetlen közös ellenzéki jelölt indítására fókuszáló választási stratégia főpróbája sikeres volt.
| Párt                                           |                        | Jelölt                 | Szavazatok | %     | ± %   |
| ---------------------------------------------- | ---------------------- | ---------------------- | ---------- | ----- | ----- |
| Jobbik                                         |                        | Pintér Tamás           | 20 405     | 43,53 | 18,31 |
| Fidesz-KDNP                                    |                        | Galambos Dénes         | 18 541     | 39,56 | 3,68  |
| DK                                             |                        | Mezei Zsolt            | 4668       | 9,96  | 19,39 |
| LMP                                            |                        | Illésy István          | 1638       | 3,49  | 0,89  |
| Momentum                                       |                        | Kaszó Róbert           | 675        | 1,44  | Új    |
| Munkáspárt                                     |                        | Csajbók Lórát          | 245        | 0,52  | Új    |
| Egyéb pártok                                   |                        |                        | 699        | 1,38  | 3,3   |
| Megjelent                                      | Megjelent              | Megjelent              | 47 357     | 69,41 | 9,29  |
| Választópolgárok száma                         | Választópolgárok száma | Választópolgárok száma | 68 226     | 100   | 2,49  |
| A Jobbik elnyeri a körzetet a Fidesz-KDNP-től. |                        |                        |            |       |       |

| Párt                                | Párt                   | Jelölt                 | Szavazatok | %     |
| ----------------------------------- | ---------------------- | ---------------------- | ---------- | ----- |
|                                     | Fidesz-KDNP            | Dr. Galambos Dénes     | 14 826     | 35,88 |
|                                     | Összefogás             | Magyar András Tamás    | 12 128     | 29,35 |
|                                     | Jobbik                 | Pintér Tamás           | 10 422     | 25,22 |
|                                     | LMP                    | Illésy István          | 1811       | 4,38  |
|                                     | Szociáldemokraták      | Orha Zoltán Béla       | 205        | 0,5   |
|                                     | Egyéb pártok           |                        | 1928       | 4,68  |
| Megjelent                           | Megjelent              | Megjelent              | 42 065     | 60,12 |
| Választópolgárok száma              | Választópolgárok száma | Választópolgárok száma | 69 965     | 100   |
| A Fidesz-KDNP nyeri meg a körzetet. |                        |                        |            |       |

## Ellenzéki előválasztás – 2021
| Frakció                             |                 | Jelölő szervezetek                                    | Jelölt          | Szavazatok | %     |
| ----------------------------------- | --------------- | ----------------------------------------------------- | --------------- | ---------- | ----- |
| Jobbik                              |                 | Jobbik, DK, LMP, MSZP, Párbeszéd, Momentum, ÚVNP, MMM | Kálló Gergely   | 5349       | 83,76 |
| Momentum                            |                 | Momentum                                              | Kovács Janka    | 1037       | 16,24 |
| Összes szavazat                     | Összes szavazat | Összes szavazat                                       | Összes szavazat | 6386       |       |
| Kálló Gergely nyeri meg a körzetet. |                 |                                                       |                 |            |       |